# All-Ireland Senior Football Championship 1912
L'All-Ireland Senior Football Championship 1912 fu l'edizione numero 26 del principale torneo di calcio gaelico irlandese. Louth batté in finale Antrim ottenendo il secondo trionfo della sua storia.

## All-Ireland Series

### Semifinali
Il Leinster Senior Football Championship non fu concluso in tempo e quindi fu scelta Dublino come rappresentante provinciale. Quando questa fu battuta da Louth, venne sostituita in finale proprio da questi ultimi.
| Dublino 25 agosto 1912 | Antrim | 3-05 – 0-02 | Kerry | Jone's Road |

| Dublino 29 settembre 1912 | Dublino | 2-04 – 1-01 | Roscommon | Jones'Road |

### Finale
| Dublino 3 novembre 1912 | Louth | 1-07 – 1-02 | Antrim | Jones' Road (17000 spett.) |